# Freiberger Kunstförderpreis
Der Freiberger Stadtrat beschloss am 10. Oktober 1996 die Satzung zur Vergabe des Freiberger Kunstförderpreises. Die Stadt Freiberg, die HypoVereinsbank AG (Filiale Freiberg) und die Fielmann AG (Zweigstelle Freiberg) vergeben gemeinsam den Preis in der Absicht, Kunst und Kultur in Freiberg und im Freistaat Sachsen wesentlich zu fördern. Der Kunstförderpreis kann jährlich an eine natürliche Person oder eine Gruppe vergeben werden, wobei künstlerische Arbeiten aller Genres gewertet werden. Der Freiberger Kunstförderpreis besteht aus einem Geldpreis in Höhe von 3.750 Euro und einer Urkunde.

## Preisträger
- 1997: Wesselin Gospodinov (Maler)
- 1998: Mario & Tanja Würzner (Tanzpaar)
- 1999: Peter Segler (Autor, Verleger, Herausgeber)
- 2000: Heiner Träger (Maler und Grafiker)
- 2001: nicht vergeben
- 2002: Lydia Fenzel (Malerin)
- 2003: Freiberger Knabenchor
- 2004: Sebastian Rascher (Maler)
- 2005: Esther Hilsberg (Komponistin)
- 2006: Mandy Friedrich (Malerin)
- 2007: nicht vergeben
- 2008: Bettina Moras (Malerei)
- 2009: Jens Ossada (Maler, Dichter, Plastiker)
- 2010: Johanna Bunk und Albrecht Bunk (Musiker)
- 2011: Jeanette Mörz (Malerin)
- 2012: Sophie Fischer (Akkordeonistin)
- 2013: nicht vergeben
- 2014: nicht vergeben
- 2015: The Friday Night Jazz Orchestra der Musikschule Freiberg (Musik)
- 2016: Kinder- und Jugendsinfonieorchester im Collegium Musicum e.V. der TU Bergakademie Freiberg (Orchester)[1]